# Cernache
Cernache es una freguesia portuguesa del concelho de Coímbra, con 19,55 km² de superficie y 3.871 habitantes (2001). Su densidad de población es de 198,0 hab/km².